# Hendrik IV, deel twee (toneelstuk)

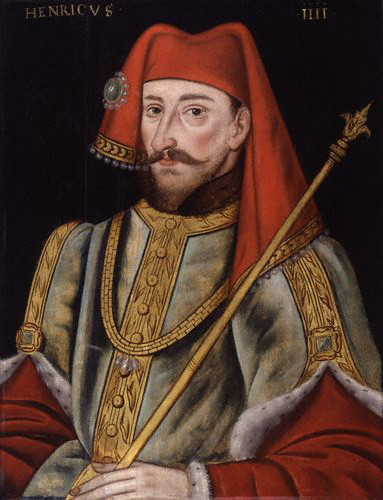
Henry IV

Hendrik IV, deel twee (Engelse titel: The Second Part of Henry the Fourth of Henry IV, Part 2) is een historisch stuk van William Shakespeare geschreven tussen 1596 en 1599. Het is het derde deel van een tetralogie, voorafgegaan door Richard II en Henry IV, Part I en opgevolgd door Henry V.

## Datering en tekst
Henry IV, deel 2 werd in 1600 opgenomen in the Register of the Stationers' Company door de boekhandelaren Andrew Wise en William Aspley. Het stuk werd datzelfde jaar gepubliceerd in quarto, gedrukt door Valentijn Simmes.

## Dramatis Personae
- Rumour, de presentator
- Epilogue
- Hendrik IV van Engeland
- Prins Harry ('Hal' voor zijn vrienden), later koning Hendrik V van Engeland
- John, hertog van Bedford
- Humphrey, hertog van Gloucester
- Thomas, Hertog van Clarence
- Graaf van Northumberland (Henry Percy)
- Lady Northumberland
- Kate, weduwe van Harry Hotspur
- Travers, Northumberlands knecht
- Morton, een boodschapper
- Scrope, Aartsbisschop van York
- Thomas Bardolf, 5th Lord Bardolf
- Thomas, Lord Mowbray, de Earl Marshal
- Lord Hastings
- Sir John Coleville
- Lord Chief Justice (William Gascoigne)
- Zijn bediende
- Gower, een boodschapper
- Falstaff (Sir John Falstaff)

- Zijn page
- Bardolph
- Poins
- Ensign Pistol
- Peto
- Mistress Quickly
- Doll Tearsheet, een prostituee
- Snare
- Fang
- Graaf van Warwick (Richard de Beauchamp, 13th Earl of Warwick))
- Graaf van Surrey (Thomas Fitzalan, 12th Earl of Arundel)
- Graaf van Westmorland (Ralph Neville, 1st Earl of Westmorland)
- Harcourt
- Sir John Blunt
- Robert Shallow, country justice
- Silence, country justice
- Davy, Shallows knecht
- Ralph Mouldy, Simon Shadow, Thomas Wart, Francis Feeble, Peter Bullcalf
- Portier van Northumberlands huis
- Drawers, Beadles, Grooms, Sneak en andere muzikanten, soldaten en begeleiders

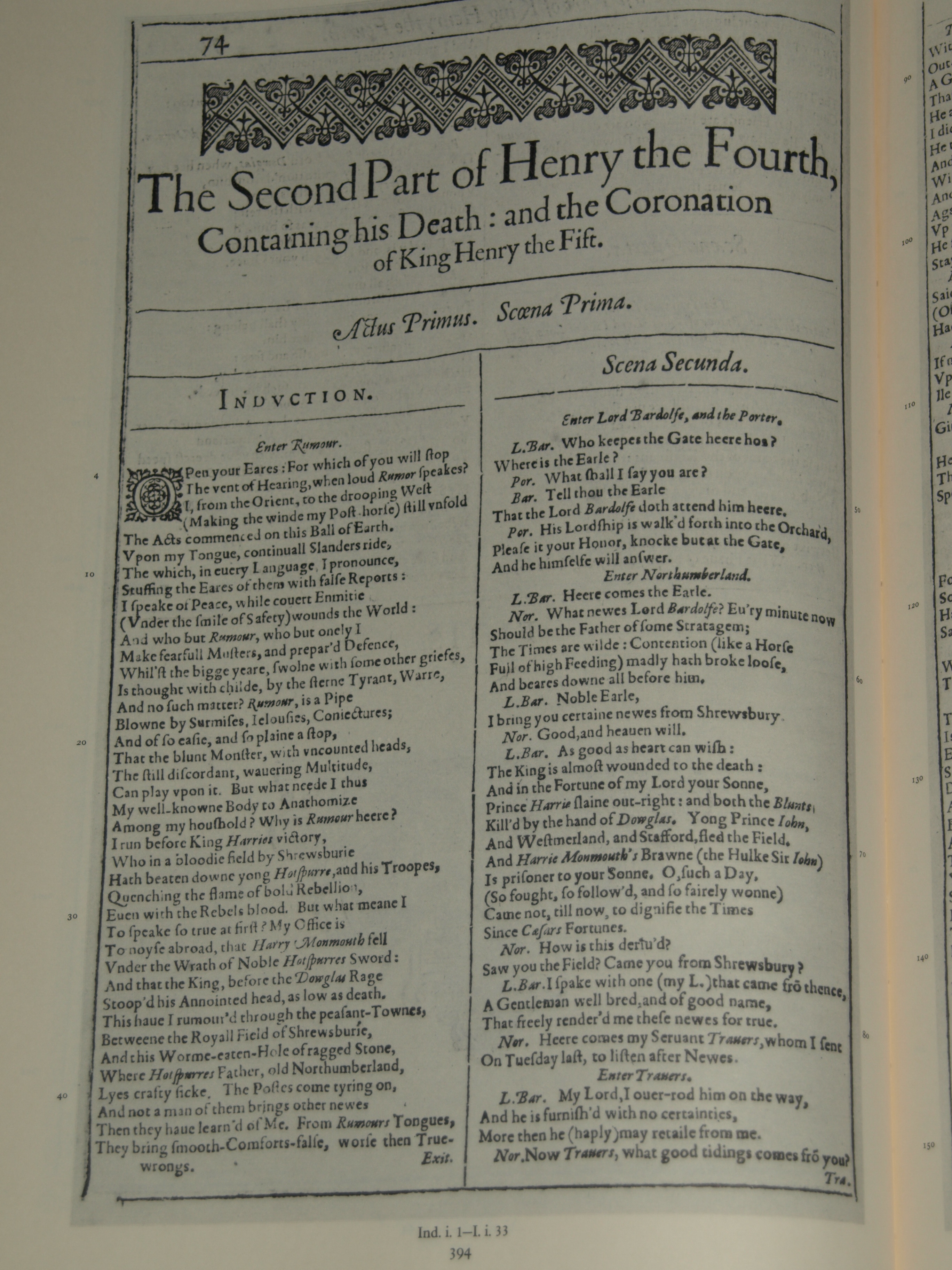
Foto van de titelpagina van Henry the Fourth, Part Two uit the First Folio, gepubliceerd in 1623

## Synopsis
Het stuk gaat verder waar Henry IV, Part One eindigde. We volgen nu de zoon van de koning, Prins Hal, op zijn weg naar het koningschap en zien hoe hij zich onttrekt aan de kwalijke invloed van Falstaff. Anders dan in het eerste deel, worden de belevenissen van Hal en Falstaff apart verteld en ze ontmoeten elkaar slechts enkele keren vluchtig. Het verhaal is deze keer vrij elegisch van toon doordat het bijvoorbeeld ook Falstaffs ondergang toont, zijn aftakeling en nadering tot de dood. Hij drinkt nog steeds en vertoeft in criminele Londense milieus. Er wordt ook een nieuw personage geïntroduceerd, een page die Prins Hal hem als grap heeft toegewezen. Zo antwoordt deze jongeling, wanneer Falstaff informeert naar wat de dokter over de analyse van zijn urine heeft gezegd, dat 'de urine gezonder is dan de patiënt.' Falstaff trekt met hem naar de bordelen om een vrouw te vinden ('to find a wife "in the stews"'). Zo krijgt hij een relatie met de prostituee Doll Tearsheet.
Als het nieuws komt van een tweede opstand, gaat Falstaff net zoals in het eerste deel op weg om rekruten voor het leger te ronselen. Daarbij toont hij zich weer even corrupt als tevoren en laat zich door enkele soldaten omkopen om hen niet in te lijven. Hij heeft ook een ontmoeting met een oude schoolmakker, Master Shallow, met wie hij herinneringen ophaalt over streken die ze in hun jeugd uithaalden.
In een andere verhaallijn volgen we Hal, die aanvankelijk nog Londense achterbuurten blijft frequenteren die niet stroken met zijn status als prins. Zijn vader, koning Hendrik, is blijkbaar de verzoenende woorden vergeten die hij tot Hal sprak in het vorige 'Hendrik IV, Part I' en toont zich heel teleurgesteld in de jonge prins.
Een nieuwe opstand tegen de koning eindigt ook in een veldslag, waarbij deze keer prins John, de broer van de prins, via politieke manipulaties een doorslaggevende rol speelt. Hendrik IV wordt echter ziek en ligt op sterven, waardoor Hal denkt dat hij nu koning is en de kroon meeneemt als hij de bewusteloze koning wil verlaten. Deze wordt echter terug wakker en is geschokt door Hals gedrag. Hal slaagt er toch in om hem ervan te overtuigen dat hij niets verkeerds heeft gedaan en de oude koning sterft vervolgens tevreden.
De twee verhaallijnen ontmoeten elkaar in de laatste scène waarin Falstaff, die vernomen heeft dat Hal nu koning is, naar Londen reist in het vooruitzicht dat zijn 'vriend' goed voor hem en het andere uitschot zal zorgen. Maar Hal zegt dat hij veranderd is en wil niets meer met hem te maken hebben nu hij koning is. Falstaff krijgt dus geen beloning en zijn criminele vrienden vliegen de gevangenis in.
In een epiloog wordt het publiek bedankt met de belofte dat het verhaal zal worden verder verteld in een toekomstig stuk, '"with Sir John in it". In werkelijkheid zal Falstaff in het volgende stuk van Shakespeare, Henry V, niet voorkomen en wordt zijn naam alleen genoemd om te melden dat hij overleden is.